# Еплволд (Пенсилванија)
Еплволд (енгл. Applewold) град је у америчкој савезној држави Пенсилванија.

## Демографија
По попису из 2010. године број становника је 310, што је 46 (-12,9%) становника мање него 2000. године.
| Група             | 2000.        | 2010.       |
| Белци             | 356 (100,0%) | 302 (97,4%) |
| Афроамериканци    | 0 (0,0%)     | 1 (0,3%)    |
| Азијати           | 0 (0,0%)     | 0 (0,0%)    |
| Хиспаноамериканци | 0 (0,0%)     | 3 (1,0%)    |
| Укупно            | 356          | 310         |